# گنج‌کلا پایین
گنج کلاپایین، روستایی است از توابع بخش بندپی شرقی شهرستان بابل در استان مازندران ایران با قدمتی 2500 سال.

## جمعیت
این روستا در دهستان سجادرود قرار دارد و براساس سرشماری مرکز آمار ایران در سال ۱۳۸۵، جمعیت آن ۸۵۴ نفر (۱۹۹خانوار) بوده‌است.